# Famille Sgouros
La famille Sgouros (en grec aussi connue sous les variantes Sgouropoulos  (Σγουρόπουλος), Sgouromallaios (Σγουρομαλλαίος), Sgouranos (Σγουρανός), Sgouris (Σγουρής), Sgourismenos (Σγουρισμένος), Sgouritzis (Σγουρίτζης) et Sgourogiannis (Σγουρογιάννης) est une famille aristocratique de l’Empire byzantin composée de nombreuses branches et originaire de Nauplie.

## Étymologie
Le nom de cette famille dérive de l’adjectif grec sgourós (σγουρός), qui indique une “« chevelure ondulée »,. Selon le linguiste et philologue Georgios Babiniotis, l’adjectif “sgourós” dériverait soit de l’ancien grec « gurós » (γυρός) signifiant « courbé / rond » avec l’ajout du préfixe « σ-», ou du nom « svoúros » (σβούρος), qui aurait été détaché de l’expression « svouró-mallos » (σβουρό-μαλλος).

## Histoire
Famille riche et influente, les Sgouros font leur apparition au milieu du XIe siècle à Nauplie. De cette période et jusqu’au XVe siècle, ses membres appartiendront à la classe moyenne byzantine de province. Certains occuperont des postes importants dans la hiérarchie civile  ou ecclésiastique et se feront remarquer comme intellectuels, secrétaires, orateurs, etc. . Le byzantiniste Alexander Kazhdan qui s’est particulièrement intéressé aux périodes intérimaire et tardive de l’Empire byzantin, a identifié douze représentants de cette famille pendant le règne d’Alexis Ier Comnène (r. 1081 - 1118). La famille devint proéminente vers la fin du XIIe siècle et le début du  XIIIe siècle avec Théodore et Léon Sgouros ce qui lui permit de contracter mariage avec la famille des Anges.
Bien que nombre de Sgouroi se soient distingués dans la fonction publique à partir du règne d’Alexis, aucun d’entre eux ne semble avoir fait partie de la cour de Constantinople. Parmi les postes les plus importants détenus par l’un ou l’autre d’entre eux, on note à partir de 1086 ceux de protospatharios, de sebastos, de chartoularios, de proedros, de domestikos, de protostrator, de logothetis, de megas hetaireiarches, de protonotarios, de prokathimenos, de protallagator et, dans le cas de Léon Sgouros, de sebastohupertatos,.

## Membres apparaissant dans les sources
Du XIe siècle au XVe siècle, on dénombre quelque quatre-vingt-dix personnes de cette famille dans les sources dont quatre femmes. Trente-sept d’entre elles appartenaient à la branche des Sgourópouloi (dont un relié par mariage à la famille Doukas), seize à celle des Sgoúroi  (dont un relié par mariage à la famille Doukas), quatorze aux Sgouromάllides (dont deux reliés par mariage à la famille Paléologue), deux Sgouritzes et un aux  Sgouranoi, Sgourogiάnnis et Sgourohomάs,, selon le tableau chronologique suivant.
| NOM                                        | DATES                                                | TITRE                                                                                        |
| ------------------------------------------ | ---------------------------------------------------- | -------------------------------------------------------------------------------------------- |
| Mihail Sgourós                             | XIe siècle                                           | Protospatharios                                                                              |
| ? Sgourós                                  | 1086                                                 | Proedros et comptable                                                                        |
| Léon Sgourós                               | 1088                                                 | Chartoularios tou sekretou                                                                   |
| Mihail Sgourós                             | 1192, 1197                                           | Grammairien                                                                                  |
| Ioάnnis Sgourós                            | floruit 1195-1203                                    | Grammairien et notaire                                                                       |
| Nikitas Sgourópoulos                       | 1193                                                 | Secrétaire                                                                                   |
| Theódoros Sgourós                          | 1180/1189 - vers 1200                                | Père de Léon Sgouros et archon de Nauplie                                                    |
| Léon Sgourós                               | vers 1200 - vers 1208                                | Despote d’Argolide et de Corinthe, sebastohypertatos                                         |
| Evdokia Aggelina-Sgoúrena                  | floruit 1204 - 1208                                  | Épouse de Léon Sgourós                                                                       |
| Gavril Sgourós                             | floruit 1200/1208 - 1211/1212                        | Frère de Léon Sgourós et commandant de la garnison de Nauplie                                |
| Konstantinos Sgouritzis                    | avant 1264                                           | Lecteur et époux de Sevastia (propriétaire en Céphalonie)                                    |
| Vasilios Sgourós                           | 1279                                                 | Constantinopolitain                                                                          |
| Loscuro (Lo Sguro)                         | 1277                                                 | Gardien de prison à Licolourafo (Salamis ?)                                                  |
| ? Sgourós                                  | vers 1277-1278                                       | Dans la suite de l’évêque de Nouvelle Héraklia                                               |
| ? Sgourós                                  | floruit 1282 - 1298                                  | Ecclésiastique du diocèse de Varavlonia (Avlona)                                             |
| Xénos Sgouritzis                           | 1283                                                 | Prêtre à Smyrne                                                                              |
| Siméon Sgourópoulos                        | vers 1283 - 1289                                     | Employé (?) de Grégoire II de Constantinople                                                 |
| ? Sgourós                                  | vers 1283 - 1289                                     | Trésorier du patriarcat œcuménique de Constantinople                                         |
| Manouίl Sgourópoulos                       | floruit 1286 - 1293                                  | Domestique de thèmes orientaux, propriétaire du monastère Lembiotissa, pansebastos, sebastos |
| Geórgios Sgouromάllis (Sguro-Mally)        | vers 1293                                            | Protostator, protallagator de Morée                                                          |
| Dimitrios Sgourópoulos                     | 1297 - vers 1299                                     | Envoyé impérial                                                                              |
| Manouίl Sgourópoulos                       | 1298 et après                                        | Propriétaire terrien (?)                                                                     |
| Ioάnnis Sgourós                            | XIIIe siècle                                         | Hymnographe (?)                                                                              |
| Manouίl Sgourópoulos                       | début du XIVe siècle                                 | Marchand de blé à Constantinople                                                             |
| ? Sgourós                                  | vers 1300                                            | Paroiskos à Vrasta, Chalkidiki                                                               |
| Geórgios Sgourós                           | floruit 1300 - 1321                                  | Paroikos à Selas, Chalkidiki                                                                 |
| Kónsta Sgourós                             | 1304                                                 | Paroikos à Lemnos                                                                            |
| Manouίl Sgourópoulos                       | vers 1307 - 1308                                     | Correspondant de Michel Gabras                                                               |
| Mihail Sgouranós                           | vers 1313 - 1316                                     | Diacre et lecteur à Mamouderta (Bithynie)                                                    |
| Nikólaos Sgourópoulos                      | 1314                                                 | Prêtre dans le faubourg Mina de Constantinople                                               |
| Christóphoros Sgourópoulos                 | 1314                                                 | Clerc à Thessalonique                                                                        |
| Aléxios Sgourópoulos                       | 1315                                                 | Correspondant de Michel Gabras                                                               |
| ? Sgouromάlis                              | vers 1316                                            | Sébastos en Laconie                                                                          |
| Bezάnos Sgoúros                            | floruit 1316 - 1341                                  | Paroikos à Rodolivos, Serres                                                                 |
| ? Sgourópoulos                             | avant 1318                                           | Propriétaire terrien à Psalida, Chalkidiki                                                   |
| ? Sgourópoulos                             | avant 1319                                           | Fondateur du monastère Saint-Georges d’Artaki, Cyzique                                       |
| Sgoúrena N.                                | 1319                                                 | Paroikos à Malouka, Strymon                                                                  |
| Manouίl Sgourópoulos                       | 1320                                                 | Paroikos à Meliziani, Strymon                                                                |
| Theódoros Sgoúros                          | avant 1321                                           | Résidant à Pteleon, Chakidiki                                                                |
| Mihail Sgoúros                             | 1320/1321                                            | Témoin d’une vente au monastère Archistratigos de Zichni                                     |
| Ioάnnis Sgoúros                            | 1321                                                 | Paroikos à Lorotos, Chalkidiki                                                               |
| ? Sgouros                                  | 1321                                                 | Sebastos, primat de Ioannina                                                                 |
| Nikólaos Sgourós                           | 1322                                                 | Probablement habitant de Thessalonique                                                       |
| Iάkovos Sgourópoulos                       | vers 1323 - vers 1340                                | Clerc au patriarcat œcuménique de Constantinople                                             |
| Dimίtrios Sgoúros                          | 1327                                                 | Archon de Thessalonique                                                                      |
| ? Sgourópoulos                             | 1330                                                 | Beau-frère de Ioannis Laskaris et Georgios Padiatis (?)                                      |
| Ioάnnis Sgourogiάnnis                      | 1331/1332                                            | Donateur du monastère de la Theotokos de Kakodiki, Chania                                    |
| ? Sourogiannoú                             | 1331/1332                                            | Donatrice du monastère de la Theotokos de Kakodiki, Chania                                   |
| ? Sgourós                                  | 1331/1332                                            | Donateur du monastère de la Theotokos de Kakodiki, Chania                                    |
| ? Sgourós                                  | 1334                                                 | Propriétaire terrien à Katroula, Constantinople                                              |
| ? Sgourópoulos                             | avant 1338                                           | Sebastos (?)                                                                                 |
| Dimitrios Sgourópoulos                     | 1341/1342                                            | Serviteur de Jean Vi Cantacuzène                                                             |
| ? Sgourópoulos                             | floruit vers 1342                                    | Négociant à Constantinople, propriétaire terrien à la Grande Lavre du Mont Athos             |
| ? Sgourópoulos                             | Première moitié du XIVe siècle                       | Correspondant de Giorgios Oinaiotis                                                          |
| ? Sgourópoulos                             | vers 1353-1354                                       | Originaire de Piges, Moesie, marchant à Constantinople                                       |
| Andréas Sgourópoulos                       | 1357                                                 | Prêtre à Constantinople                                                                      |
| Geórgios Sgourópoulos                      | 1357                                                 | Prêtre à Constantinople                                                                      |
| Mihail Sgourópoulos                        | 1357                                                 | Prêtre et taboularios à Constantinople                                                       |
| Mihail Sgoúros                             | 1357                                                 | Prêtre à Constantinople                                                                      |
| Damiano Ggurothoma (Damianós Sgourothomάs) | floruit 1360 - 1370                                  | Éleveur à Nauplie                                                                            |
| ? Sgourópoulos                             | 1361 - 1364                                          | Juge (?)                                                                                     |
| ? Sgourópoulos Doúkas                      | floruit 1362                                         | Secrétaire (?)                                                                               |
| ? Sgoúros                                  | 1362, 1377                                           | Juge au camp militaire de Rafalion, Chalkidiki                                               |
| ? Sgourópoulos                             | 1364                                                 | Donateur de Kolyva, Constantinople (peut-être identique au ? Sgourópoulos [1353-1354])       |
| Ioάnnis Sgourópoulos                       | 1373-1376                                            | Clerc et reviseur de documents à Thessalonique                                               |
| Manouίl Sgourópoulos                       | floruit 1372 - 1375                                  | Interprète à Constantinople                                                                  |
| ? Sgourós                                  | vers 1381 - 1382                                     | Soldat voyageant de Thessalonique à Constantinople                                           |
| ? Sgourópoulos                             | 1387                                                 | Prêtre et avocat à Chrysoupolis, Strymon                                                     |
| Manouίl Sgourópoulos                       | floruit 1387                                         | Diacre à Hagia Sophia de Constantinople                                                      |
| Mihail Sgourópoulos                        | floruit 1390 - 1400                                  | Clerc et propriétaire d’une résidence à Constantinople                                       |
| Ióannis Sgourópoulos                       | deuxième moitié du XIXe siècle                       | Scribe (?)                                                                                   |
| Stéphanos Sgourópoulos                     | deuxième moitié du XIVe siècle - début du XVe siècle | Protonotarios à la cours des Comnène de Trébizonde                                           |
| ? Sgouropoulina                            | 1400                                                 | Propriétaire à Constantinople                                                                |
| Iάkovos Sgourópoulos                       | 1400                                                 | Employé du Patriarcat œcuménique de Constantinople                                           |
| Kóstas Sgourίs                             | 1409                                                 | Paroikos à Pinsona, Chalkidiki                                                               |
| Theódoros Sgourίs                          | 1415                                                 | Employé d’une mine de sel de Thessalonique                                                   |
| Dimίtrios Sgourópoulos                     | 1415                                                 | Employé d’une mine de sel de Thessalonique                                                   |
| ? Sgourós                                  | 1419                                                 | Chartoularios du monastère Hagios Demetrios de Thessalonique                                 |
| ? Sgourós                                  | 1422                                                 | Propriétaire terrien aux Météora                                                             |
| Mathéos Paleológos Sigouromάllis           | 1426                                                 | Originaire de Sparte, Péloponnèse                                                            |
| Geórgios Sgourópoulos                      | 1430                                                 | Domestikos et compositeur                                                                    |
| Dimίtrios Sgourópoulos                     | floruit 1443 - 1447                                  | Secrétaire de Bessarion                                                                      |
| Manouίl Sgourópoulso                       | 1446                                                 | Originaire de Chios                                                                          |
| Ioάnnis Sgourópoulos                       | Première moitié du XVe siècle                        | Archon d’églises, diacre, compositeur et domestikos de Hagia Sophia de Constantinople        |
| Petrus Sguro (Pétros Sgourós)              | vers 1452 - 1453                                     | Capitaine à Héraklion, Crète                                                                 |
| Sgouromάllis Paleológos                    | vers 1460                                            | Archon de Karytaina                                                                          |
| Andrónikos Doúkas Sgoúros                  | XVe siècle                                           | Orateur et écrivain (contre les Latins)                                                      |
| Dimίtrios Sgourópoulos                     | milieu du XVe siècle                                 | Lecteur (?)                                                                                  |